# Saint-Hilaire-des-Loges
Saint-Hilaire-des-Loges là một xã ở tỉnh Vendée trong vùng Pays de la Loire, Pháp. Xã này có diện tích 35,2 kilômét vuông, dân số năm 2006 là 1846 người. Xã này nằm ở khu vực có độ cao trung bình 50 mét trên mực nước biển.

Danh xưng dân địa phương trong tiếng Pháp là Saint-Hilairois.

## Biến động dân số
| Năm | 1962  | 1968  | 1975  | 1982  | 1990  | 1999  | 2006  |
| --- | ----- | ----- | ----- | ----- | ----- | ----- | ----- |
| Dân số | 1 458 | 1 581 | 1 564 | 1 667 | 1 742 | 1 840 | 1 846 |
| From the year 1962 on: No double counting—residents of multiple communes (e.g. students and military personnel) are counted only once. |       |       |       |       |       |       |       |